# Roberto Ayala
Roberto Fabián Ayala (* 14. April 1973 in Paraná) ist ein ehemaliger argentinischer Fußballspieler, der während seiner aktiven Laufbahn für Ferro Carril Oeste, River Plate, SSC Neapel, AC Mailand, FC Valencia, FC Villarreal, Real Saragossa und Racing Club Avellaneda spielte. Mit dem AC Mailand gewann er 1999 den Scudetto, mit dem FC Valencia gewann Ayala 2002 und 2004 die spanische Meisterschaft.

## Karriere

### Im Verein
Ayala spielte zu Beginn seiner Karriere für Ferro Carril Oeste (1991–1994) und anschließend bei River Plate (1994–1995). Nach Saisonende 1994/95 wechselte er nach Europa zum SSC Neapel (1995–1998) und anschließend zum AC Mailand (1998–2000). Als erster Argentinier seit mehr als 30 Jahren beim AC Mailand saß er oft auf der Bank. In der ersten Saison bei Milan wurde er 13 Mal eingesetzt, insgesamt absolvierte Ayala bei den Mailändern 24 Spiele. Mit dem AC Mailand gewann er in der Saison 1998/99 die italienische Meisterschaft, den Scudetto. Im Sommer 2000 unterschrieb er für eine Ablöse von 6,5 Millionen Euro einen Dreijahresvertrag bei FC Valencia und war durch seine überragenden Leistungen Garant dafür, dass Valencia in 38 Spielen nur 34 Tore kassierte. Im Endspiel der UEFA Champions League in der Saison 2000/01 unterlag der FC Valencia mit Ayala dem FC Bayern München nach Elfmeterschießen. Im vorherigen Jahr war man ohne Ayala bereits bis ins Finale vorgedrungen, dort jedoch an Real Madrid gescheitert. Im folgenden Jahr gewann Ayala mit Valencia die spanische Meisterschaft und den spanischen Pokal. Im Februar 2007 gab er seinen Wechsel zur neuen Saison bekannt und unterzeichnete beim FC Villarreal einen Vertrag bis 2010. Im Juli 2007 nutzte Real Saragossa eine Klausel in Ayalas Vertrag, laut der er für 6 Millionen Euro sofort wechseln kann. Am 2. Februar 2010 kehrte Ayala zurück in die Heimat zu Racing Club Avellaneda, nachdem er zuvor seinen Vertrag bei Saragossa aufgelöst hatte. Ende Dezember 2010 gab er sein Karriereende bekannt.

### In der Nationalmannschaft
Für die argentinische Fußballnationalmannschaft debütierte Ayala im November 1994. Im Laufe der Jahre avancierte Ayala in der Nationalmannschaft Argentiniens zu einem der wichtigsten Spieler.
Er spielte bei der WM 1998, wo er im Achtelfinale gegen England seinen Strafstoß sicher verwandelte und nach fünf Spielen mit Argentinien im Viertelfinale ausschied. Bei der WM 2002 verletzte sich Ayala beim Aufwärmen vor dem ersten Spiel gegen Nigeria. Beim Elfmeterschießen 2004 gewann er mit Argentinien bei den Olympischen Spielen die Goldmedaille, außerdem gewann er 1996 mit Argentinien die Silbermedaille bei den Olympischen Spielen.
Bei der WM 2006 in Deutschland erreichte er mit Argentinien das Viertelfinale gegen Gastgeber Deutschland. Ayala hatte Argentinien mit 1:0 in Führung gebracht, Klose hatte egalisiert. Im Elfmeterschießen scheiterte Argentinien mit 3:5. Neben Esteban Cambiasso verschoss auch Roberto Ayala einen Elfmeter gegen Jens Lehmann. Ayala schießt seine Elfmeter regelmäßig nach vorherigem langen Anlauf in die von ihm aus gesehene rechte Ecke, was Lehmann wusste. Wegen seiner guten Leistungen während des Turniers wurde er von der FIFA in das All-Star-Team der Weltmeisterschaft aufgenommen.
Im Juli 2007 verkündete Ayala seinen Rücktritt aus dem Nationalteam.

## Erfolge/Titel
Als Nationalspieler
- Zweiter Platz beim Confed Cup: 1995
- Goldmedaille bei den Panamerika Spielen: 1995
- Silbermedaille beim olympischen Fußballturnier: 1996
- Goldmedaille beim olympischen Fußballturnier: 2004
- Zweiter Platz bei der Copa América: 2004, 2007

Mit seinen Vereinen
- Argentinischer Meister: 1994 (Torneo Apertura)
- Italienischer Meister: 1999
- Spanischer Meister: 2002, 2004
- UEFA-Pokalsieger: 2004
- UEFA Super Cupsieger: 2004

Auszeichnungen
- UEFA Club Football Awards Verteidiger des Jahres: 2001
- Aufnahme ins All-Star-Team der Fußball-Weltmeisterschaft 2006